# Karl Lechner
Pour les articles homonymes, voir Lechner.
Karl Lechner (né le 24 novembre 1921 à Vienne en Autriche, et mort le 4 juillet 1984 à Audenge en Gironde) est un joueur de football franco-autrichien qui évoluait au poste de milieu de terrain et d'attaquant.

## Biographie
Il évolue durant trois saisons avec le club de sa ville natale du First Vienna, qui évolue à l'époque dans le championnat d'Allemagne (en Gauliga Marches de l'Est) à cause de l'Anschluss. Le 4 juillet 1942, devant 90 000 spectateurs, Lechner et son équipe s'inclinent 2-0 au stade olympique de Berlin contre le Schalke 04 en finale du championnat d'Allemagne. Il remporte la coupe d'Allemagne la saison suivante.
Après la Seconde guerre mondiale, il quitte son pays natal avec son compatriote Karl Krebs pour signer dans le club français des Girondins de Bordeaux. Bien qu'il ne dispute que quatre rencontres en D1 en une saison au sein du club, c'est en Gironde qu'il rencontre sa future femme et deviendra plus tard français.
En 1947, il rejoint le club du Stade rennais. En Bretagne, il ne joue également que très peu (seulement dix rencontres), avant de partir la saison suivante pour AS Béziers.
Il termine sa carrière avec le RCFC Besançon.
Après sa retraite sportive, il part s'installer autour du bassin d'Arcachon.

## Palmarès
First Vienna
- Championnat d'Allemagne :
  - Vice-champion : 1941-42.

- Coupe d'Allemagne (1) :
  - Vainqueur : 1942-43.